# Aria (Gitarren)
Die Aria & Co. Inc. ist ein japanischer Gitarrenhersteller, der 1956 von Shiro Arai gegründet wurde.

## Geschichte
Shiro Arai (1930–2019) begann in den 1950er Jahren mit dem Import von Gitarren (hauptsächlich Fender) nach Japan, da Instrumente in dieser Zeit nur schwer zu bekommen waren.
Als die Nachfrage stieg, gründete er 1956 das Unternehmen Arai & Co. Inc., die seit 1964 als Aria & Co. Inc. (bis 1984 in Zusammenarbeit mit Matsumoku Industrial, wo beispielsweise 1982 die Aria Urchin Deluxe in Serie ging) auch selbst Instrumente herstellt. Bekannte Modelle aus den frühen 1960er Jahren sind die 1532T und die 1802T. Es wurden ab den 1960er Jahren auch Konzertgitarren, semi-akustische Gitarren und elektrische Bässe von Aria in Japan hergestellt (darunter 1979 die Endorsement-Gitarrenmodelle „Herb Ellis“/PE175 und „Ike Isaacs“ oder der E-Bass SB1000 im Jahr 1980).
Aria lagerte 1988 die Fertigung günstigerer Gitarrenmodelle nach Südkorea aus. So wurde der E-Bass MAB40 1990 in Korea hergestellt. Einzelne Modelle stammen auch aus den Vereinigten Staaten von Amerika (v. a. in den 1990er Jahren) oder Spanien (aktuell).

## Gallery

### Akustische Gitarren

Klassische akustik Konzert-Gitarren
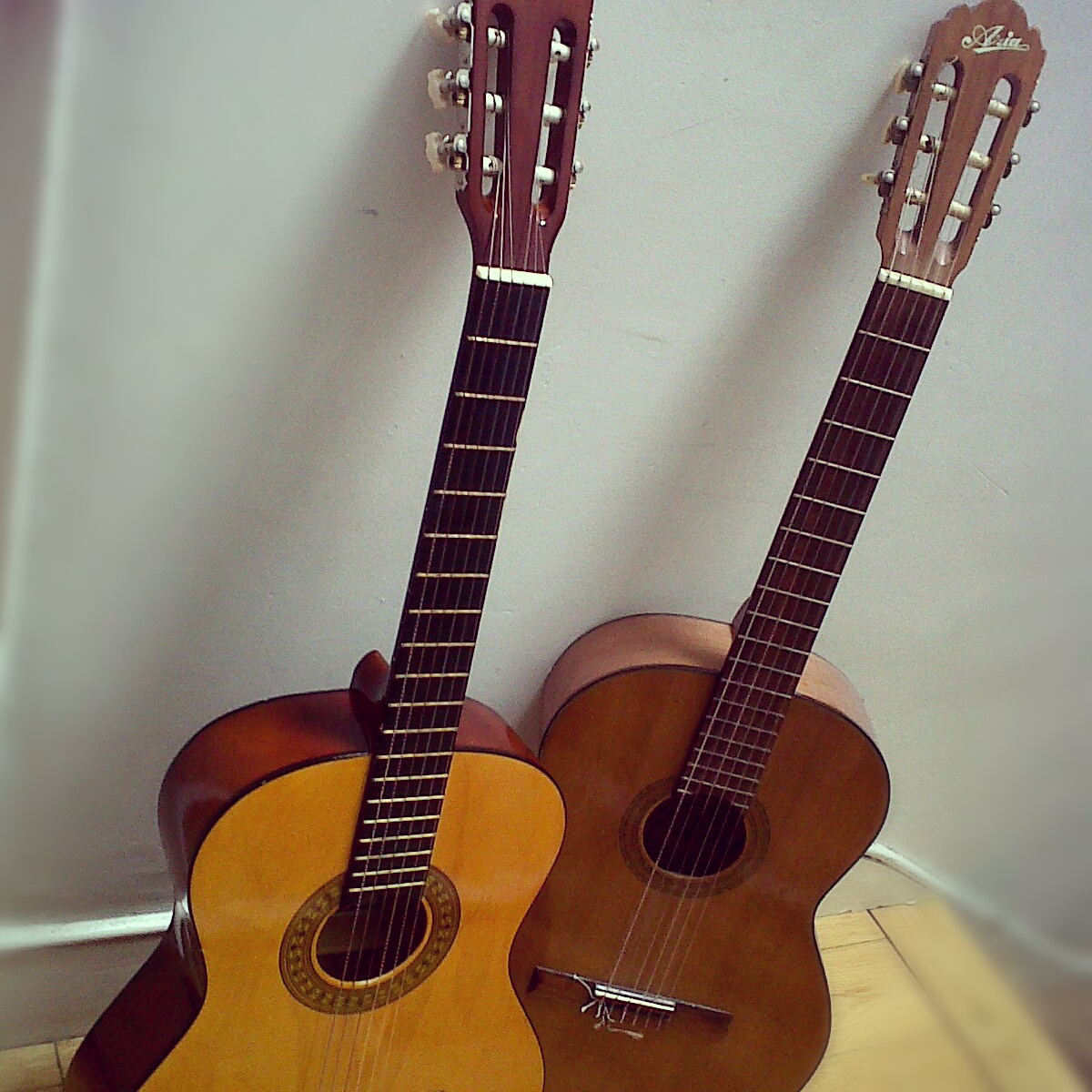
Aria Konzertgitarren
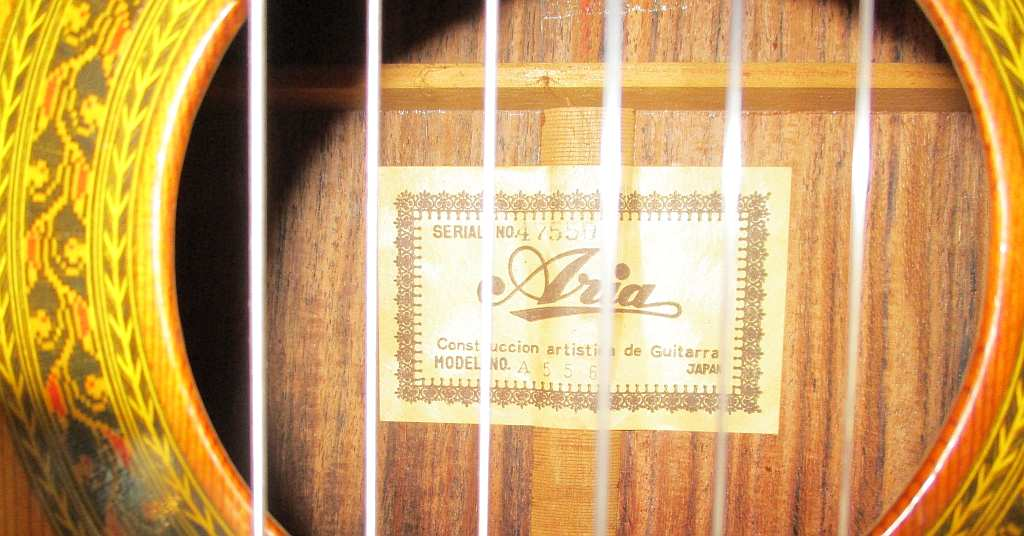
Aria Modell A 556 Konzertgitarre
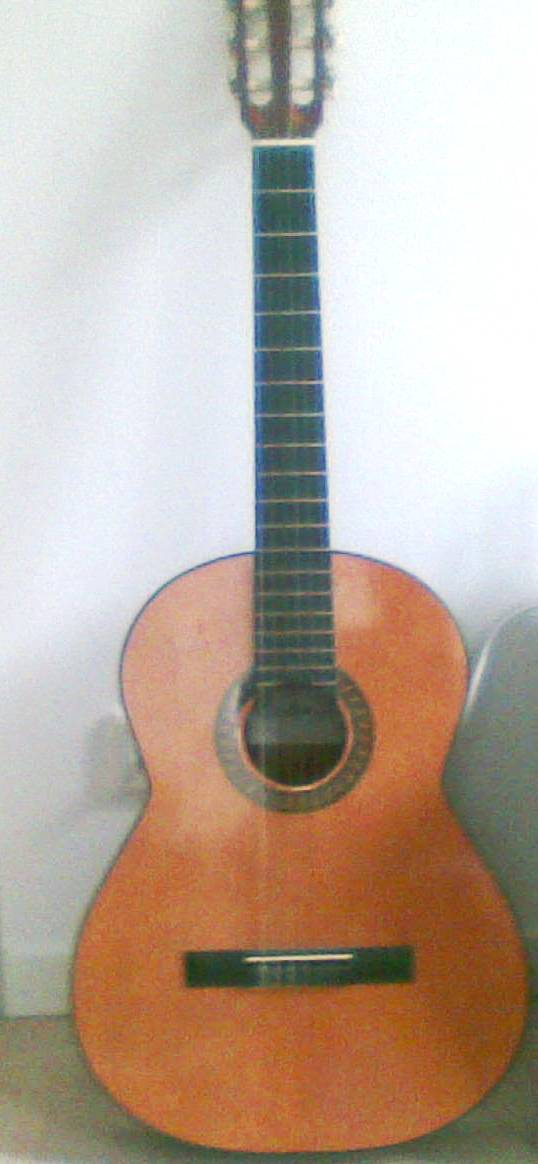
Aria Konzertgitarre SP-02

Klassische akustik Western-Gitarren
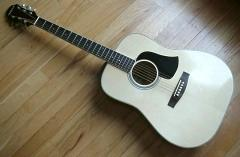
Westerngitarre
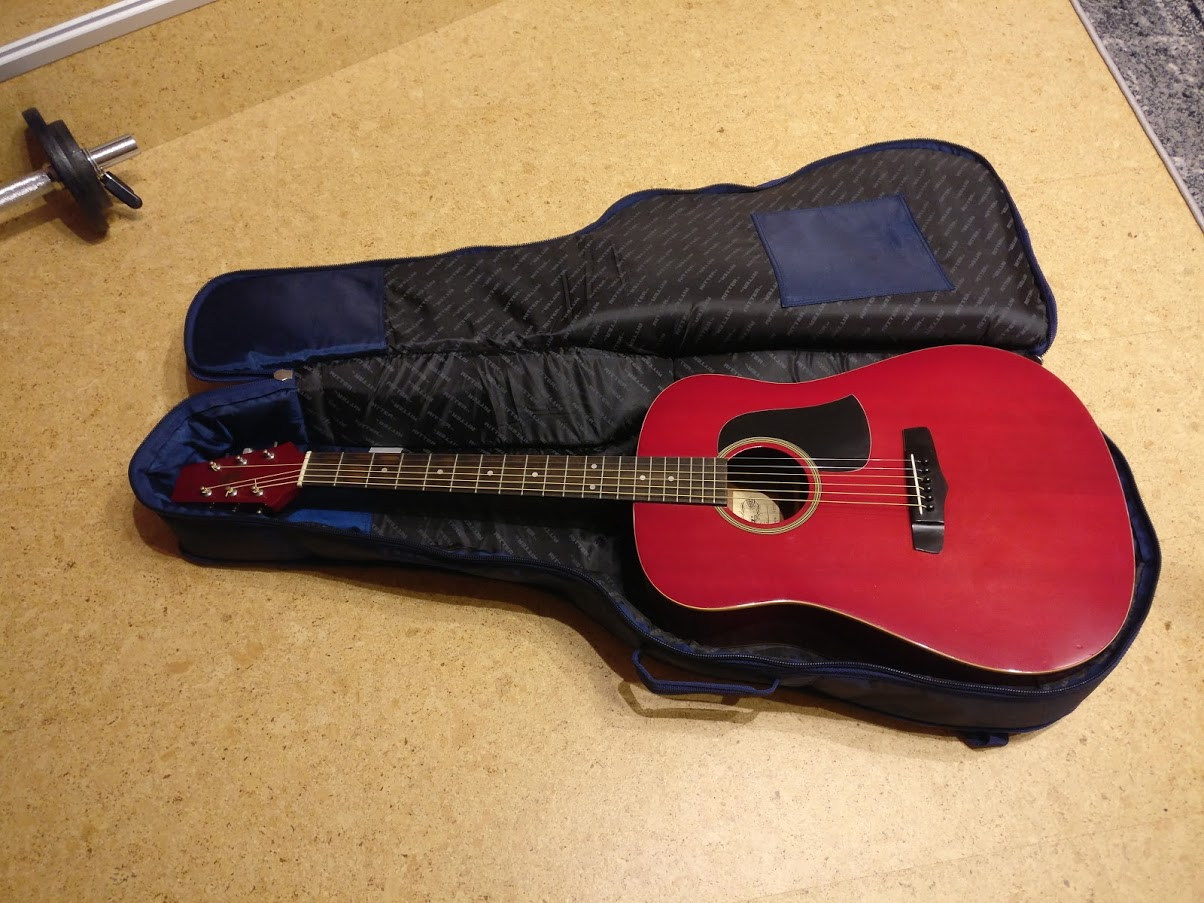
Typ AW 75 RSB

### Aria Pro II

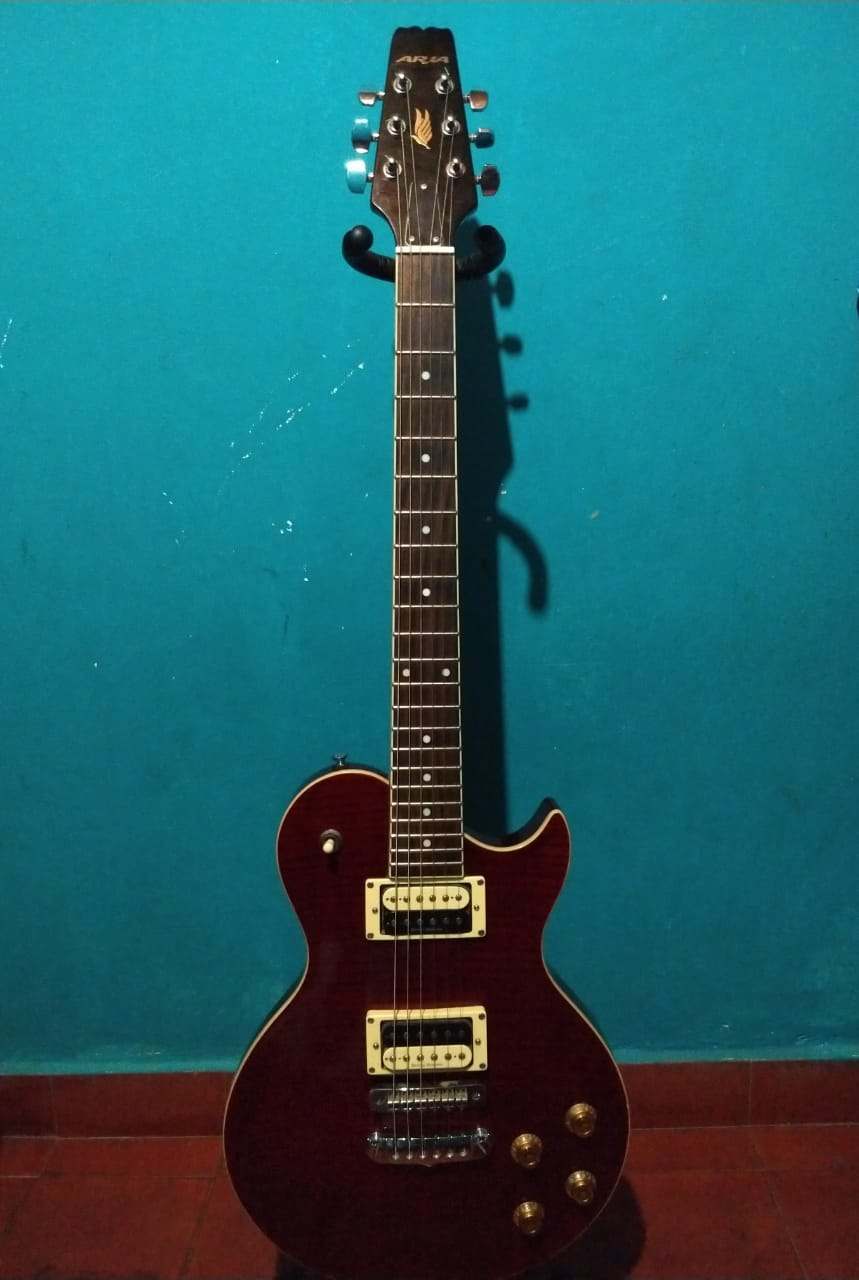
Aria Pe Elite (Les Paul Type)
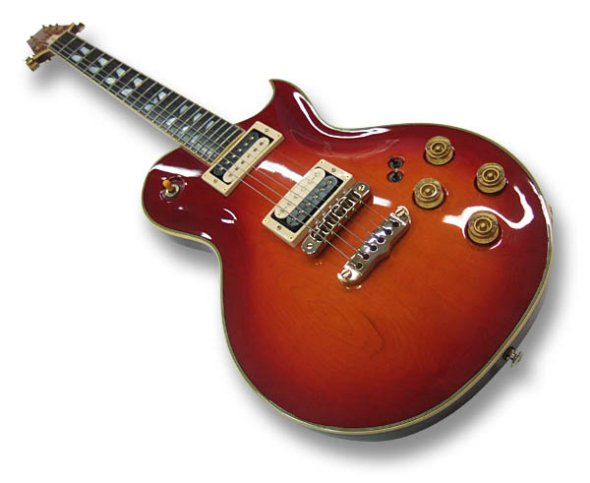
PE-R100
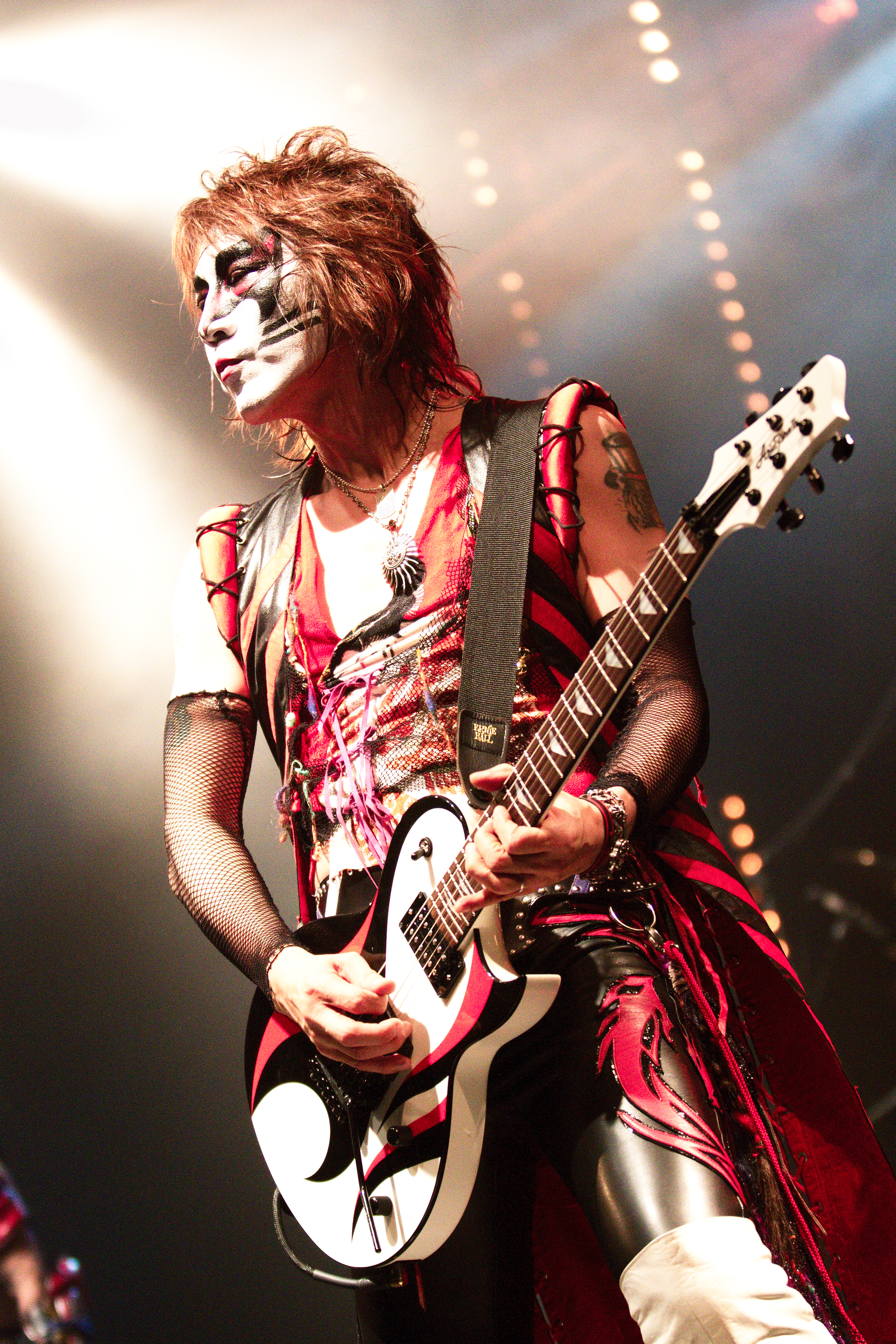
PE
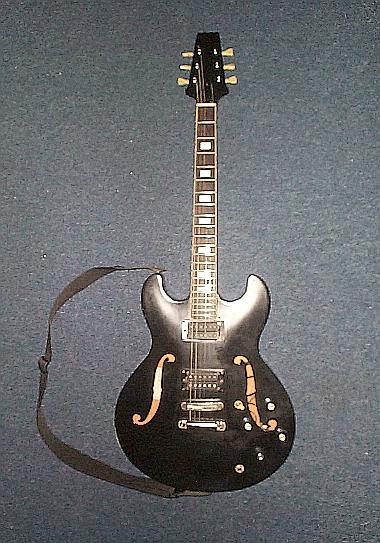
TA-30
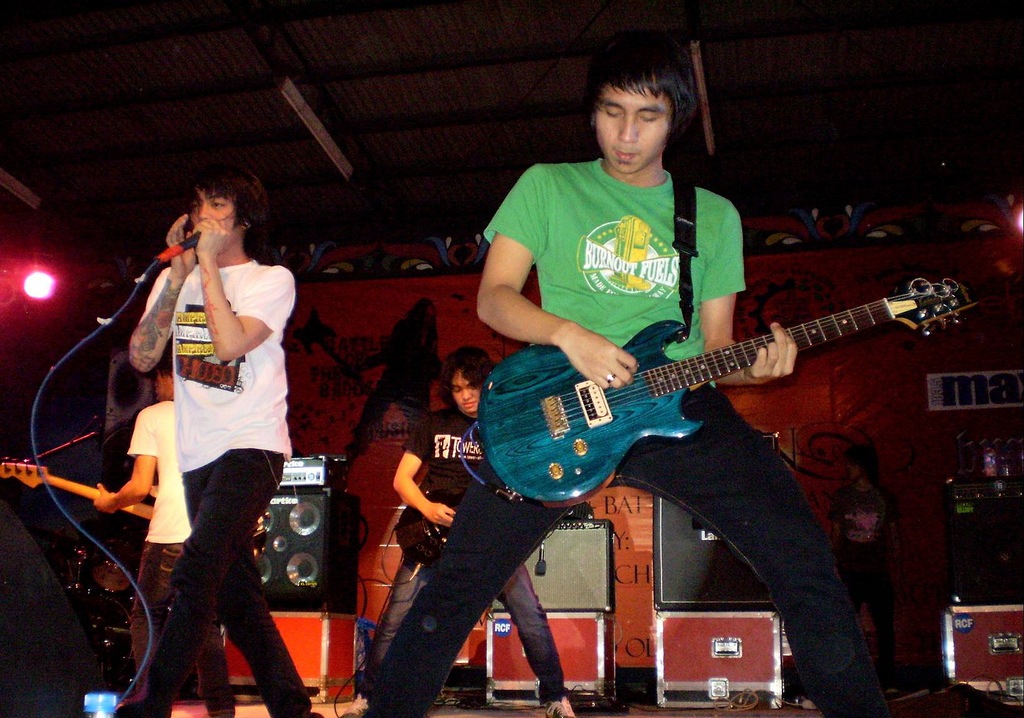
Cardinal
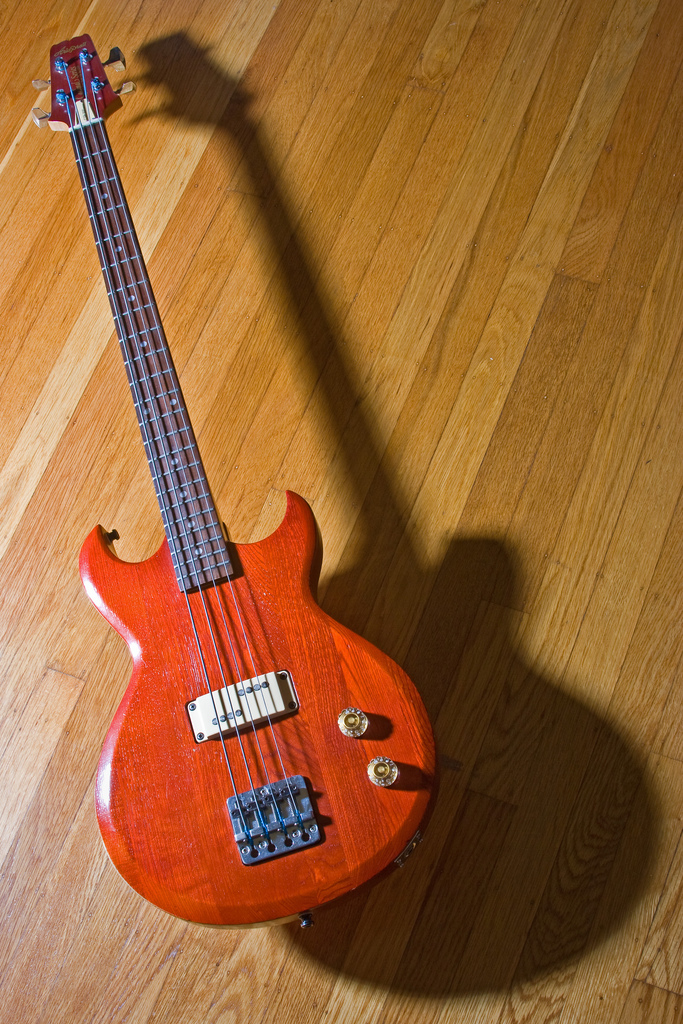
Cardinal CSB-300 Bass
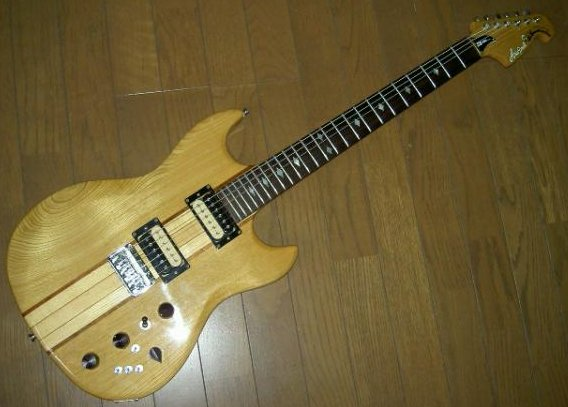
Tri Sound TS-600
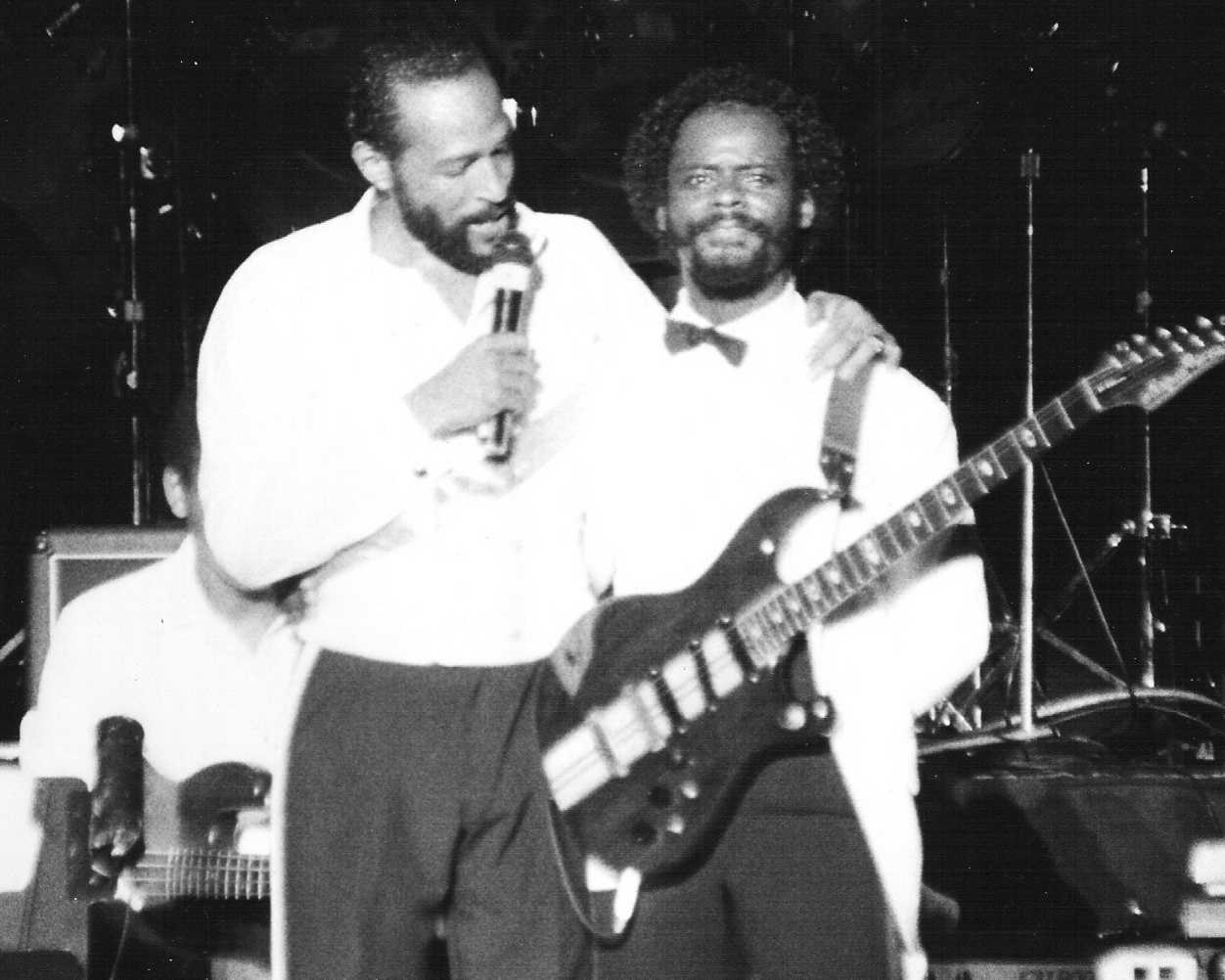
RS
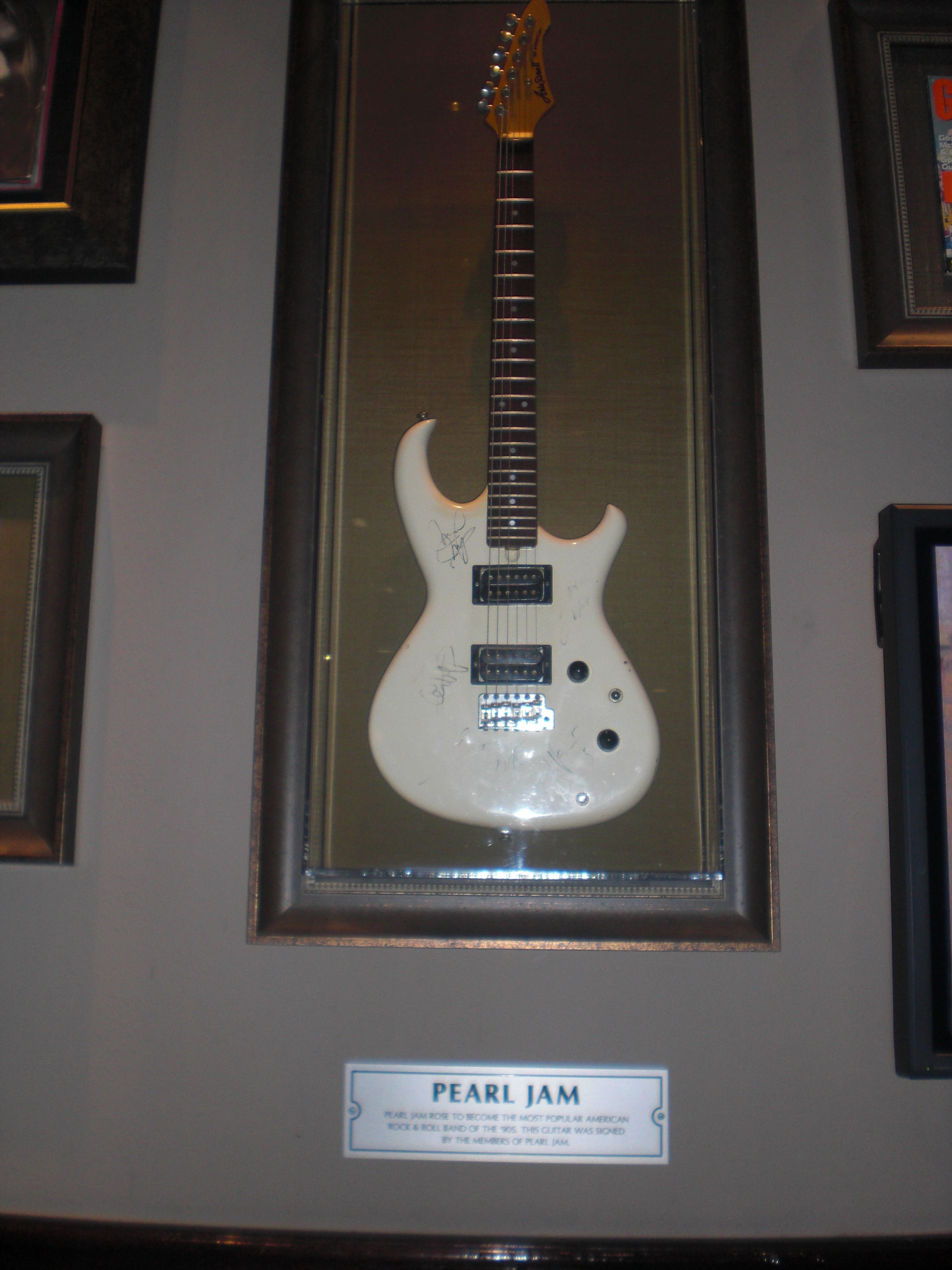
RS Stray Cat
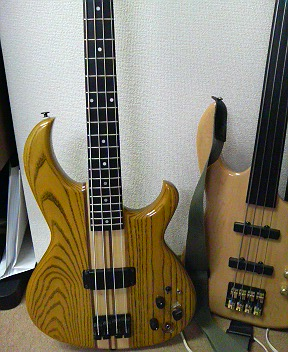
John Taylor model Bass
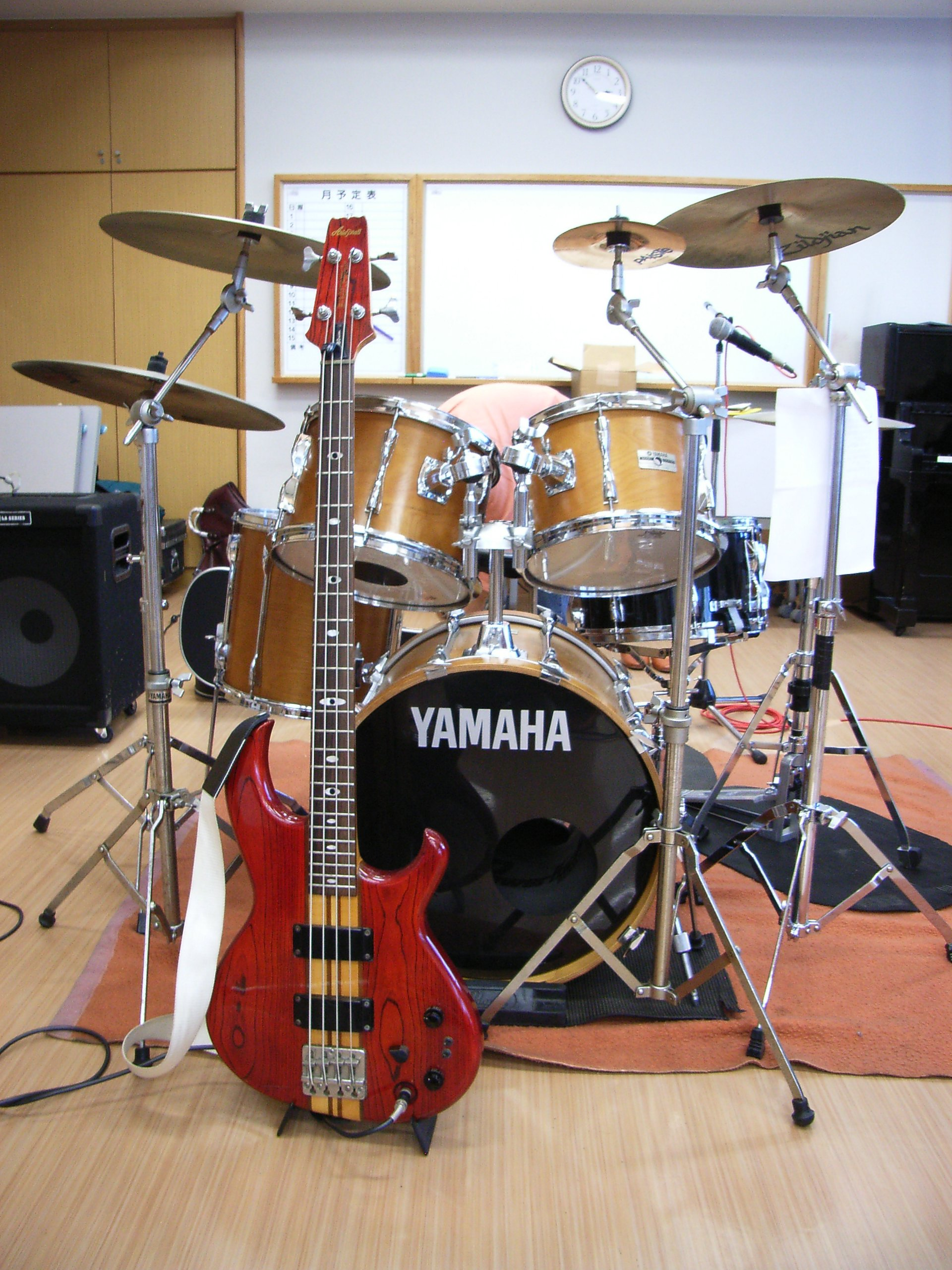
SB-R80 Bass
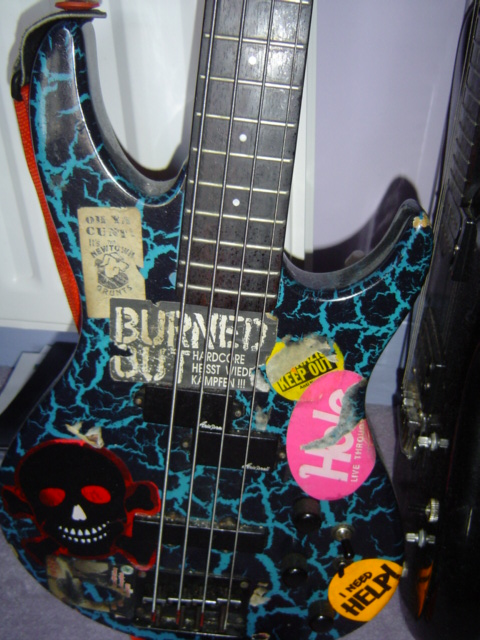
RSB Bass
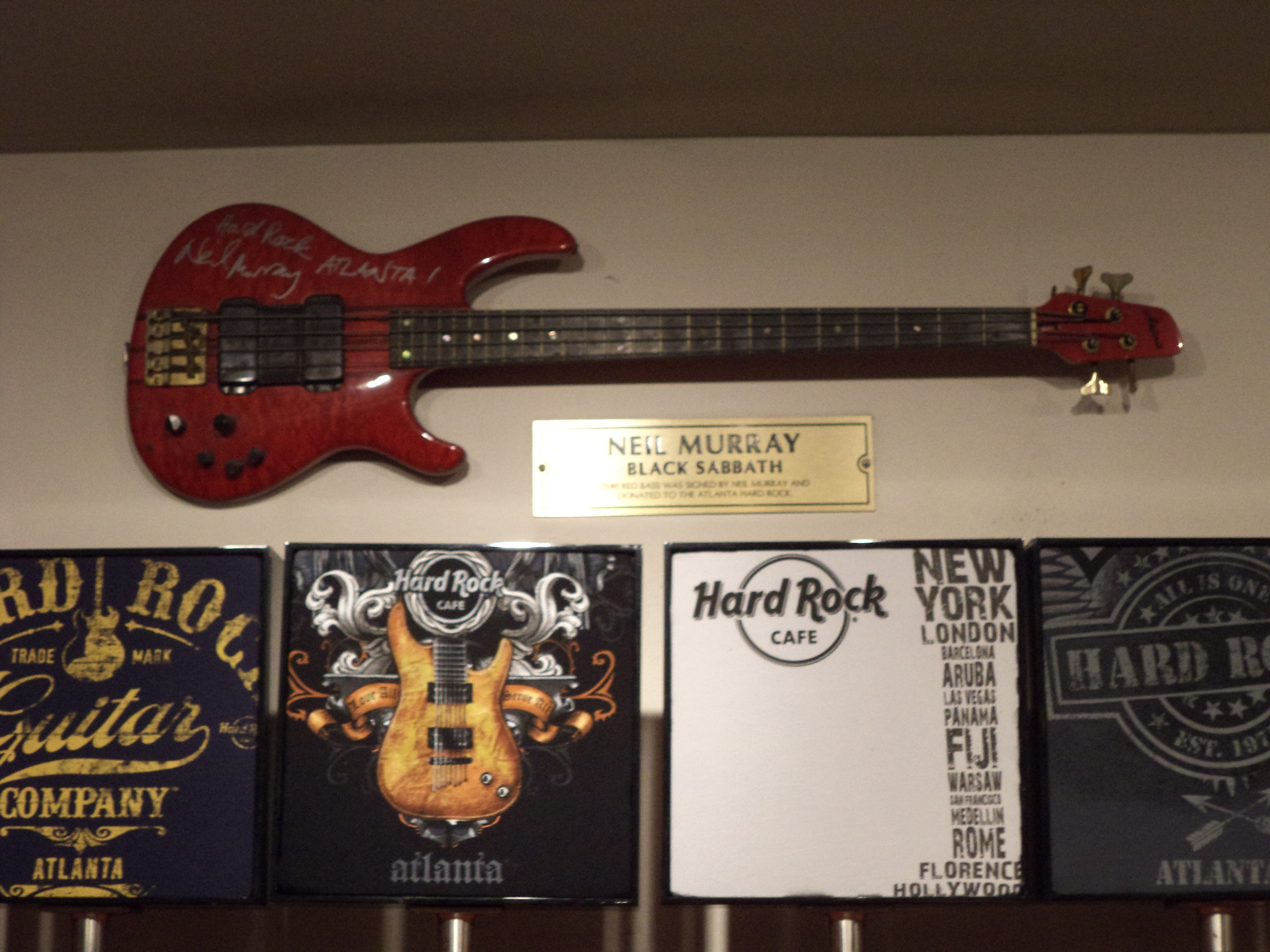
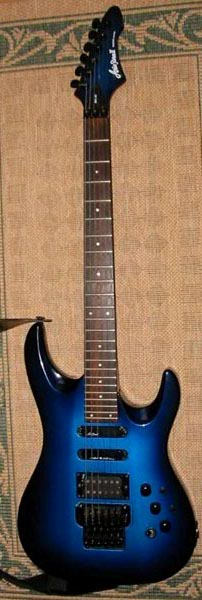
MA-40
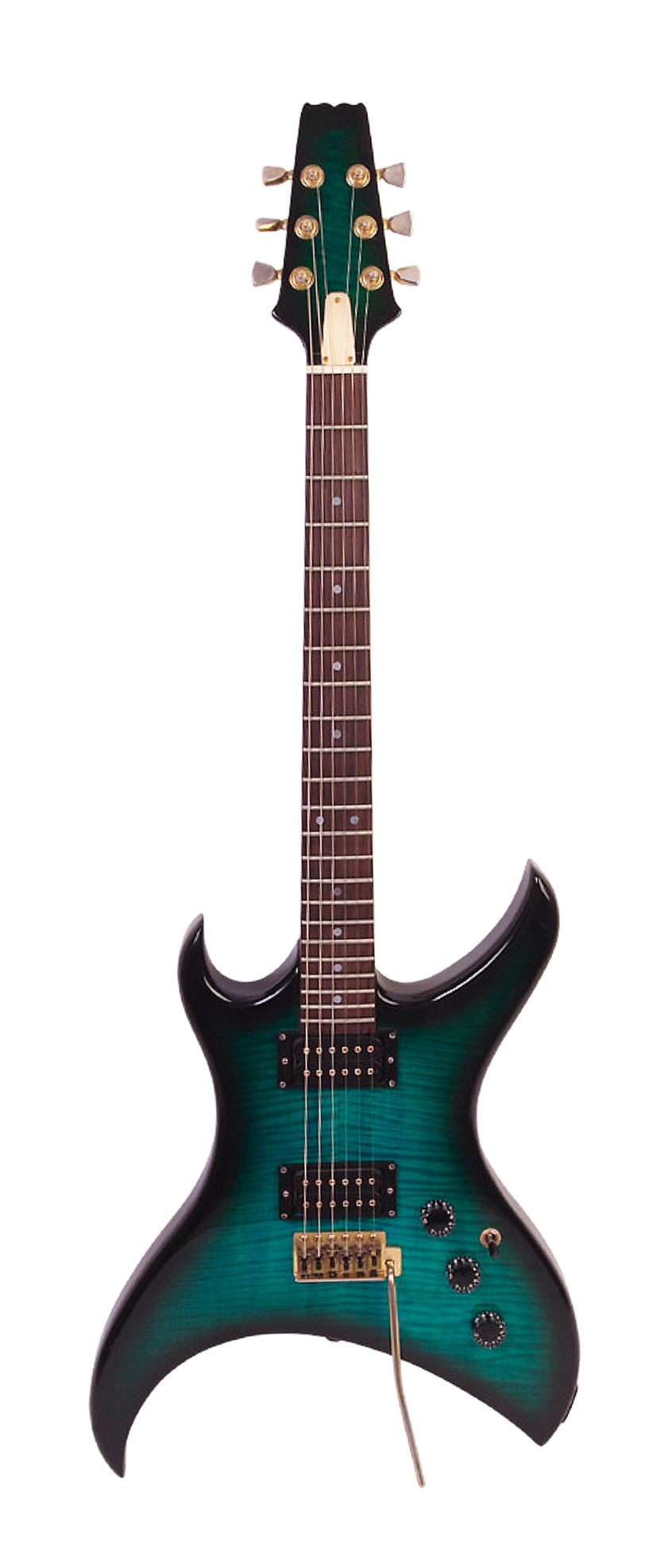
Urchin Deluxe V
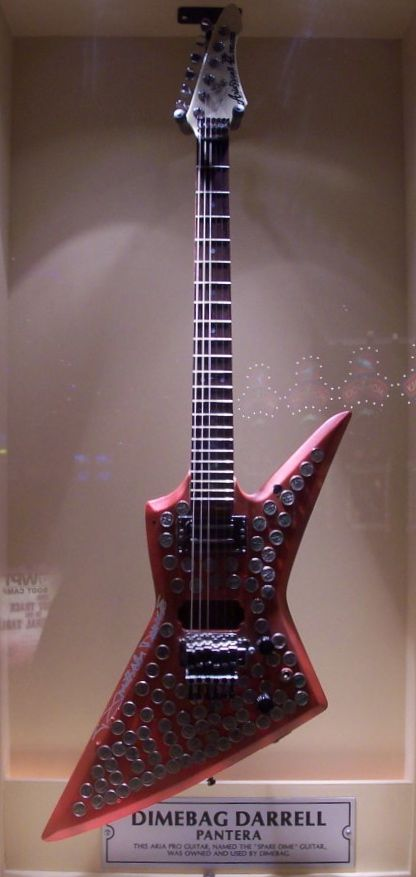
Space Dime
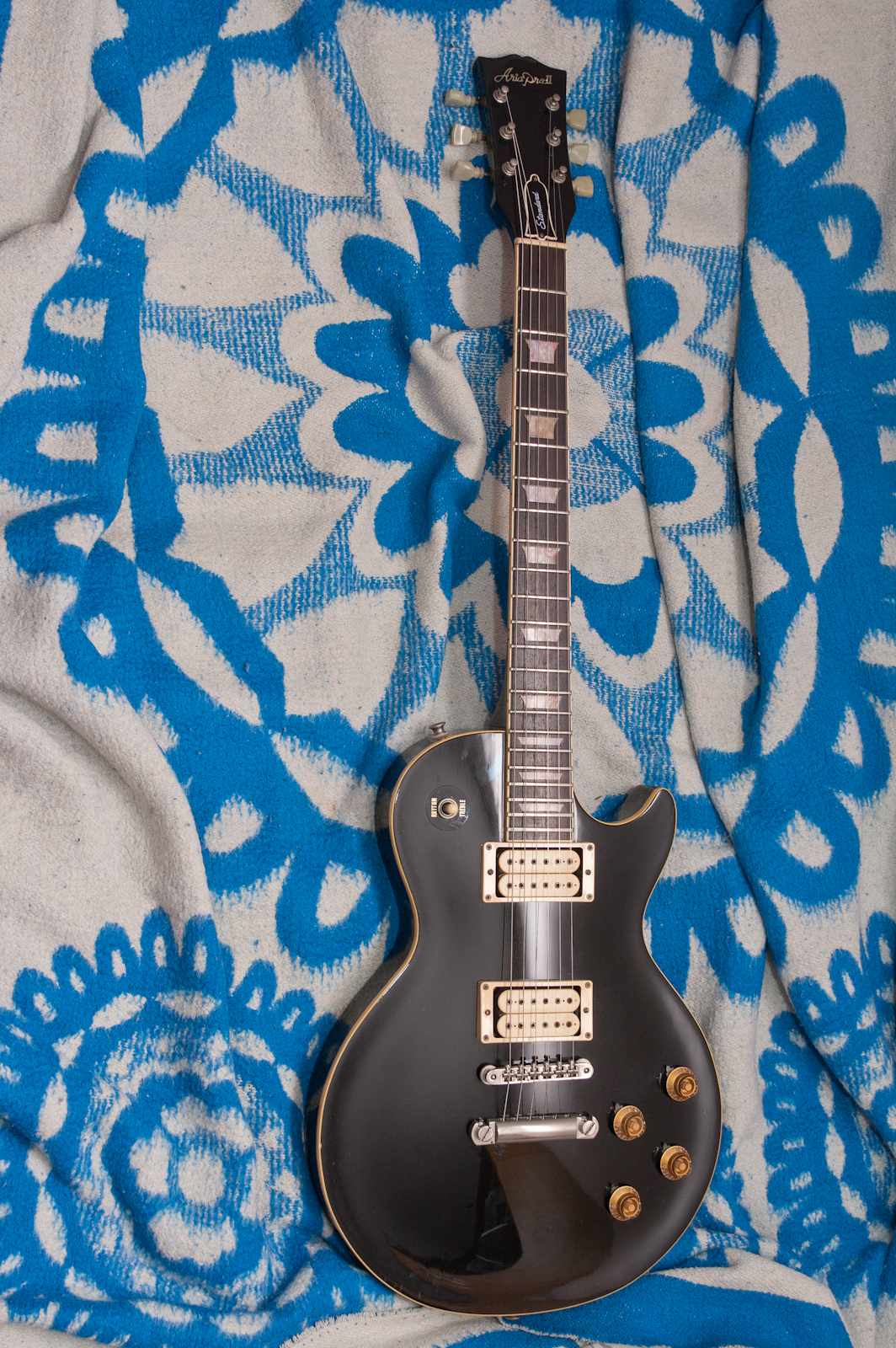
LS-700 (Typ Les Paul)
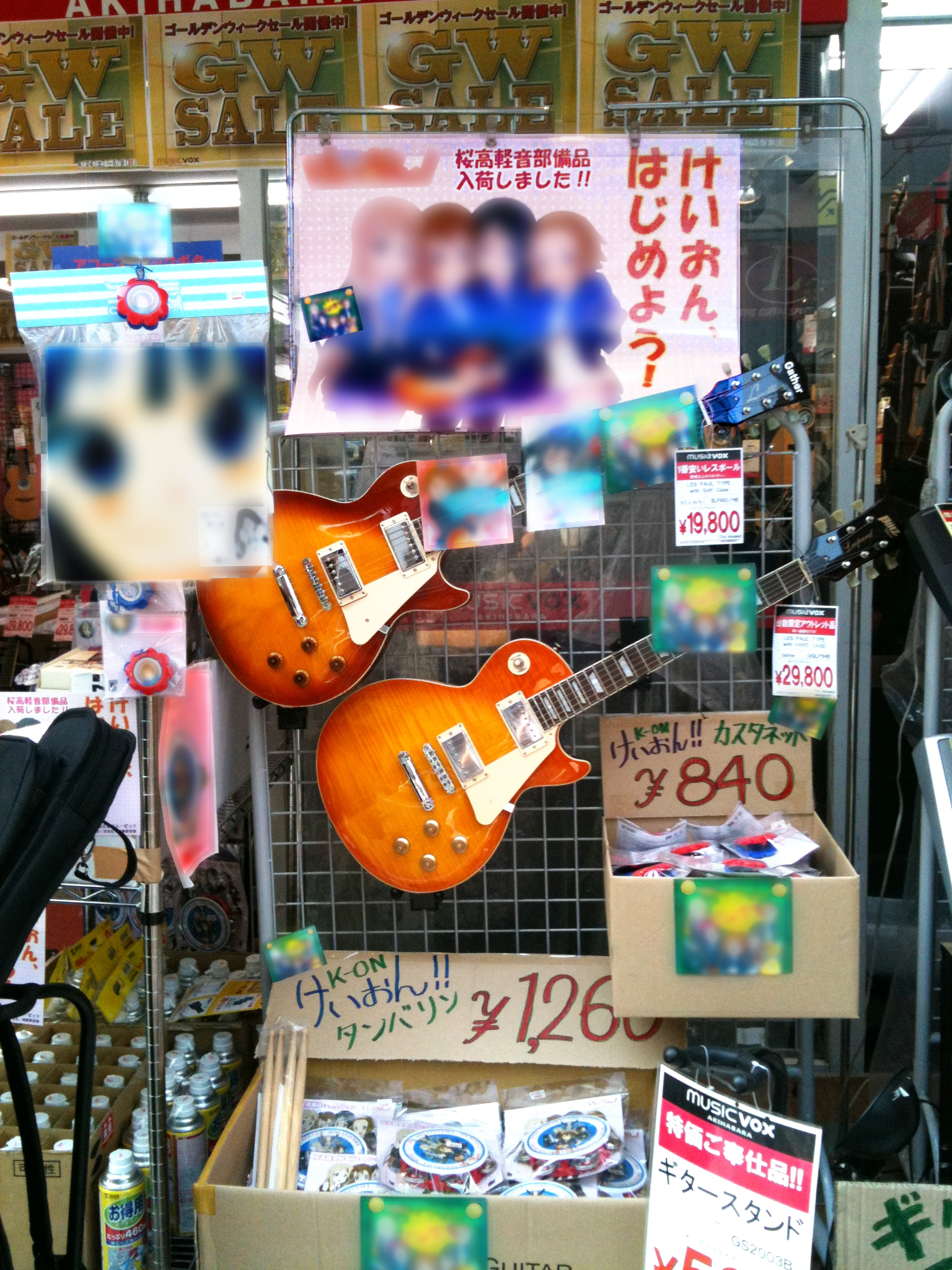
Britz by Aria Pro II (Typ Les Paul) [unten]
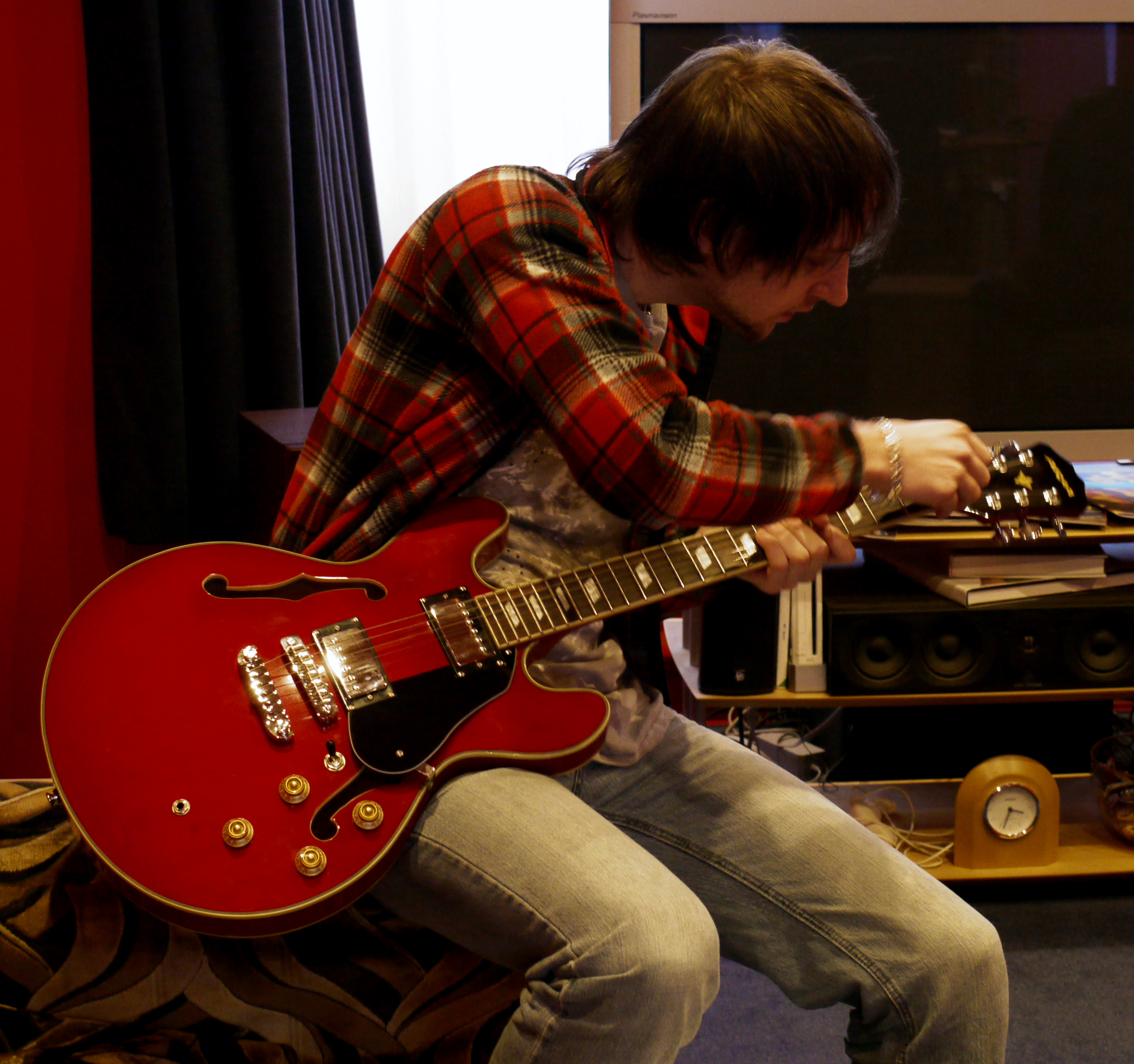
Aria Pro II ES (Typ ES-335)
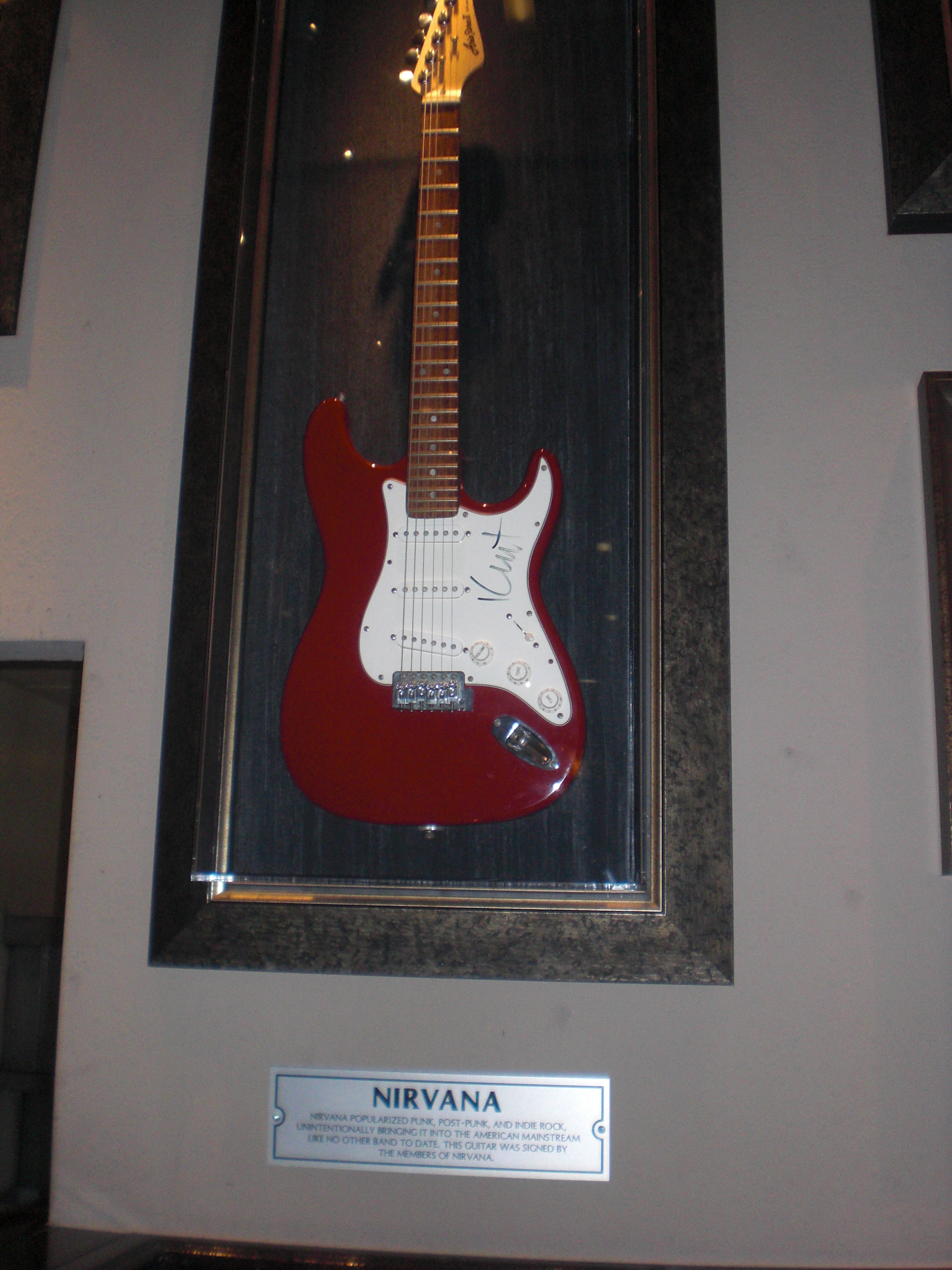
HRC (Typ Stratocaster)
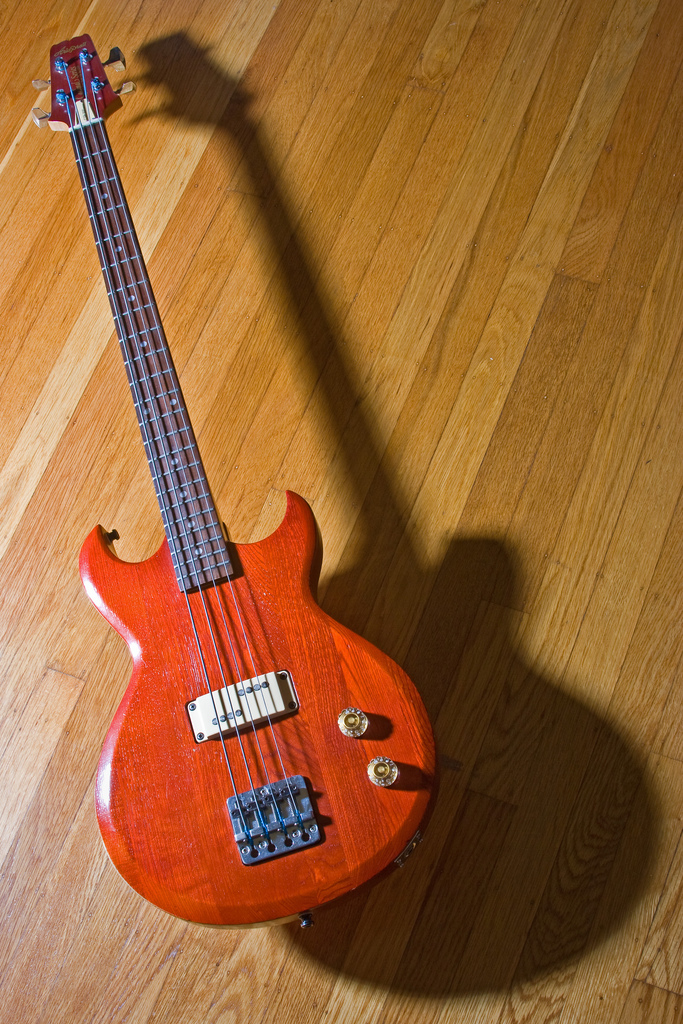
Aria Pro II Bass Series CSB-300